# بيتر فولتون
بيتر فولتون (1 فبراير 1979 بكرايستشرش في نيوزيلندا - ) (بالإنجليزية: Peter Fulton)‏ هو لاعب كريكت نيوزلندي. شارك مع منتخب نيوزيلندا الوطني للكريكت. أما مع النوادي، فقد لعب مع فريق كانتربري للكريكت ‏.

## وصلات خارجية
- بيتر فولتون على موقع إي آس بي آن كريك إنفو (الإنجليزية)